# NGC 4789A
NGC 4789A (другие обозначения — UGC 8024, MCG 5-30-120, DDO 154, ZWG 159.109, ZWG 160.4, PGC 43869) — галактика в созвездии Волосы Вероники.
Этот объект не входит в число перечисленных в оригинальной редакции «Нового общего каталога» и был добавлен позднее.